# ار
اِر (عبری: עֵר، نوین: Er، طبریه‌ای: ʻĒr "دیدگر"; یونانی: Ἤρ)، شخصیتی در بخش سفر پیدایش کتاب عهد قدیم است که پسر ارشد یهودا و همسر کنعانی او بود که دختر شواه است. گفته شده‌است که او با تامار ازدواج کرده‌است. مطابق متن کتاب مقدس، خداوند وی را کشت زیرا او شرور بود، اگرچه جزئیات بیشتری در این باره ارائه نمی‌دهد. به گفته راشی، او مانند اونان، به‌طور عمدی سعی کرد که تامار را از بارداری بازدارد؛ و برای همین هنگام آمیزش جنسی با تامار، با او نزدیکی منقطع داشت و با خروج پیش از ارگاسم، «منی خود را بر زمین ریخت،» زیرا می‌ترسید که زیبایی او (تامار) از بین برود، به همین دلیل خداوند او را کشت. ار دو برادر داشت، اونان و شالح.
در کتاب تواریخ یکی دیگر از ارها به عنوان یکی از پسران شالح ذکر شده‌است.
برخی از منتقدان کتاب مقدس مدرن، داستان ار را به عنوان یک اسطوره استعماری نامی تفسیر می‌کنند تا تغییرات طبقات قوم یهود را توضیح دهد، و مرگ ناگهانی ار منعکس کننده مرگ یک قبیله است. حضور یک ار به عنوان یکی از نوادگان شالح، در کتاب تواریخ، نشان می‌دهد که ار در واقع نام قبیله ای است که در ابتدا از نظر وضعیت با قبیله شالح برابر بود، اما بعداً زیرمجموعه‌ای از آن شده‌است. برادر - اونان - ممکن است نشان دهنده قبیلهٔ ادومی به نام اونام باشد، که در شجره نامه پادشاهی ادوم در سفر پیدایش ذکر شده‌است.
این منتقدان همچنین استدلال کرده‌اند که روایت تامار، که توصیف ار بخشی از آن است، در مرحله دوم هدف آن این است که نهاد ازدواج زوجین را ادعا کند، یا اسطوره زیبایی‌شناسی را برای منشأ آن ارائه دهد. بنابراین نقش اِر در روایت به عنوان زمینه اصلی طرح اصلی مطرح می‌شود، مرگ او دلیل تبدیل شدن یک مسئله ناهنجار در ازدواج است. جان عمرتون، استاد کرسی استادی زبان عبری منتصب پادشاه در دانشگاه کمبریج، شواهد موجود در این باره را بی‌نتیجه می‌داند، گرچه نویسندگان کلاسیک خاخام معتقد بودند که این روایت مربوط به منشأ ازدواج برزخ است.